# Tyranny of Souls
| 전문가 평가                   | 전문가 평가 |
| 평가 점수                     | 평가 점수   |
| 출처                          | 점수        |
| ----------------------------- | ----------- |
| AllMusic                      | [ 1 ]       |
| Blabbermouth.net              | 8.5/10      |
| Brave Words & Bloody Knuckles | 8.0/10      |
| Metal Storm                   | 9.0/10      |
| Rock Hard                     | 9.5/10      |

《Tyranny of Souls》는 2005년 5월 23일, 영국의 헤비 메탈 밴드 아이언 메이든의 보컬리스트 브루스 디킨슨에 의해 발매된 여섯 번째 스튜디오 음반이다. 커버 아트는 르네상스 예술가 한스 멤링의 작품인 《현세의 허영과 천상의 구원 제단화》의 패널 중 하나이다. 이 음반은 1999년 아이언 메이든에 재합류한 이후 그의 첫 번째 솔로 음반이자 현재까지 솔로 아티스트로서 그의 가장 최근의 스튜디오 음반이다.

## 배경
이 음반의 작곡은 로이 Z와 디킨슨에 의해 나누어졌다. 작곡을 하는 동안, 로이는 아이언 메이든과 함께 투어 중이었던 디킨슨에게 리프의 녹음들을 보냈다. 디킨슨은 그 후에 가사와 멜로디를 썼다. 로이는 또한 음반의 프로듀서로 일했고 베이스 기타와 피아노 부분뿐만 아니라 모든 기타 부분을 연주했다.
음반의 다른 연주자들은 모두 다른 프로젝트를 통해 로이 Z와 연결되어 있었다. Z, 베이시스트 레이 "지저" 버크, 키보디스트 마에스트로 미스테리아는 모두 보컬리스트 롭 록의 2003년 발매 음반 《Eyes of Eternity》에 기여했다. 드러머 데이브 모레노와 베이시스트 후안 페레스는 그 당시 Z의 라틴 록 밴드인 트리브 오브 집시의 멤버였다.
〈Kill Devil Hill〉은 1903년 라이트 형제의 성공적인 비행에서 영감을 얻었다.
〈Navigate the Seas of the Sun〉는 에리히 폰 데니켄의 오래 전 지구에 외계인이 존재한다는 이론과 미래의 인간에 대한 이론에서 영감을 얻었다.

## 곡 목록
모든 곡들은 브루스 디킨슨과 로이 Z에 의해 작사/작곡하였다.
| #   | 제목                             | 재생 시간 |
| --- | -------------------------------- | --------- |
| 1.  | 〈Mars Within〉                  | 1:29      |
| 2.  | 〈Abduction〉                    | 3:50      |
| 3.  | 〈Soul Intruders〉               | 3:52      |
| 4.  | 〈Kill Devil Hill〉              | 5:07      |
| 5.  | 〈Navigate the Seas of the Sun〉 | 5:51      |
| 6.  | 〈River of No Return〉           | 5:13      |
| 7.  | 〈Power of the Sun〉             | 3:29      |
| 8.  | 〈Devil on a Hog〉               | 4:01      |
| 9.  | 〈Believil〉                     | 4:50      |
| 10. | 〈A Tyranny of Souls〉           | 5:48      |